# Ars Musica
Ars Musica deveti je studijski album španjolskog simfonijskog metal sastava Dark Moor. Album je objavljen 18. lipnja 2013. godine, a objavila ga je diskografska kuća Scarlet Records.

## Popis pjesama
| 1.    | »Ars Musica (Intro)« (instrumental)                         | 2:10 |
| 2.    | »First Lance of Spain«                                      | 5:06 |
| 3.    | »This Is My Way«                                            | 4:17 |
| 4.    | »The Road Again«                                            | 4:43 |
| 5.    | »Together as Ever«                                          | 4:52 |
| 6.    | »The City of Peace«                                         | 4:07 |
| 7.    | »Gara and Jonay«                                            | 4:26 |
| 8.    | »Living in a Nightmare«                                     | 4:21 |
| 9.    | »El último rey«                                             | 5:17 |
| 10.   | »St. James Way«                                             | 4:06 |
| 11.   | »Spanish Suite (Asturias)« (instrumental)                   | 5:31 |
| 12.   | »The Road Again (Acoustic version)«                         | 2:42 |
| 13.   | »Living in a Nightmare (Orchestral version)« (instrumental) | 4:18 |
| 55:56 |                                                             |      |

## Zasluge
Dark Moor
- Enrik García – gitara
- Alfred Romero – vokali
- Roberto Cappa – bubnjevi
- Mario García González – bas-gitara

Dodatni glazbenici
- Berenice Musa – vokali (sopran)
- Luigi Stefanini – klavir (na pjesmi 3), hammond (na pjesmi 6)

Ostalo osoblje
- Luigi Stefanini – produkcija, snimanje, miksanje, mastering
- Enrik García – produkcija
- Nathalia Suellen – omot albuma
- Diana Alvarez – grafički dizajn, fotografija